# Emmet (Nebraska)
Emmet es una villa ubicada en el condado de Holt en el estado estadounidense de Nebraska. En el Censo de 2010 tenía una población de 48 habitantes y una densidad poblacional de 71,83 personas por km².

## Geografía
Emmet se encuentra ubicada en las coordenadas 42°28′33″N 98°48′34″O / 42.47583, -98.80944. Según la Oficina del Censo de los Estados Unidos, Emmet tiene una superficie total de 0.67 km², de la cual 0.67 km² corresponden a tierra firme y (0%) 0 km² es agua.

## Demografía
Según el censo de 2010, había 48 personas residiendo en Emmet. La densidad de población era de 71,83 hab./km². De los 48 habitantes, Emmet estaba compuesto por el 100% blancos, el 0% eran afroamericanos, el 0% eran amerindios, el 0% eran asiáticos, el 0% eran isleños del Pacífico, el 0% eran de otras razas y el 0% pertenecían a dos o más razas. Del total de la población el 0% eran hispanos o latinos de cualquier raza.